# Палаццо Помпеи
Палаццо Помпеи (итал. Palazzo Pompei) — старинный дворец (итал. рalazzo), расположенный в центре Вероны, северная Италия (область Венето), на Лунгадидже Порта Виттория. Последний из трёх дворцов эпохи итальянского Возрождения в Вероне, спроектированный итальянским архитектором Микеле Санмикели (ранее архитектор построил в этом городе Палаццо Бевилаква и Палаццо Каносса. Дворец стоит на берегу реки Адидже. Построен между 1535 и 1540 годами. В настоящее время в палаццо находится городской Музей естественной истории (Мuseo civico di storia naturale).

## История

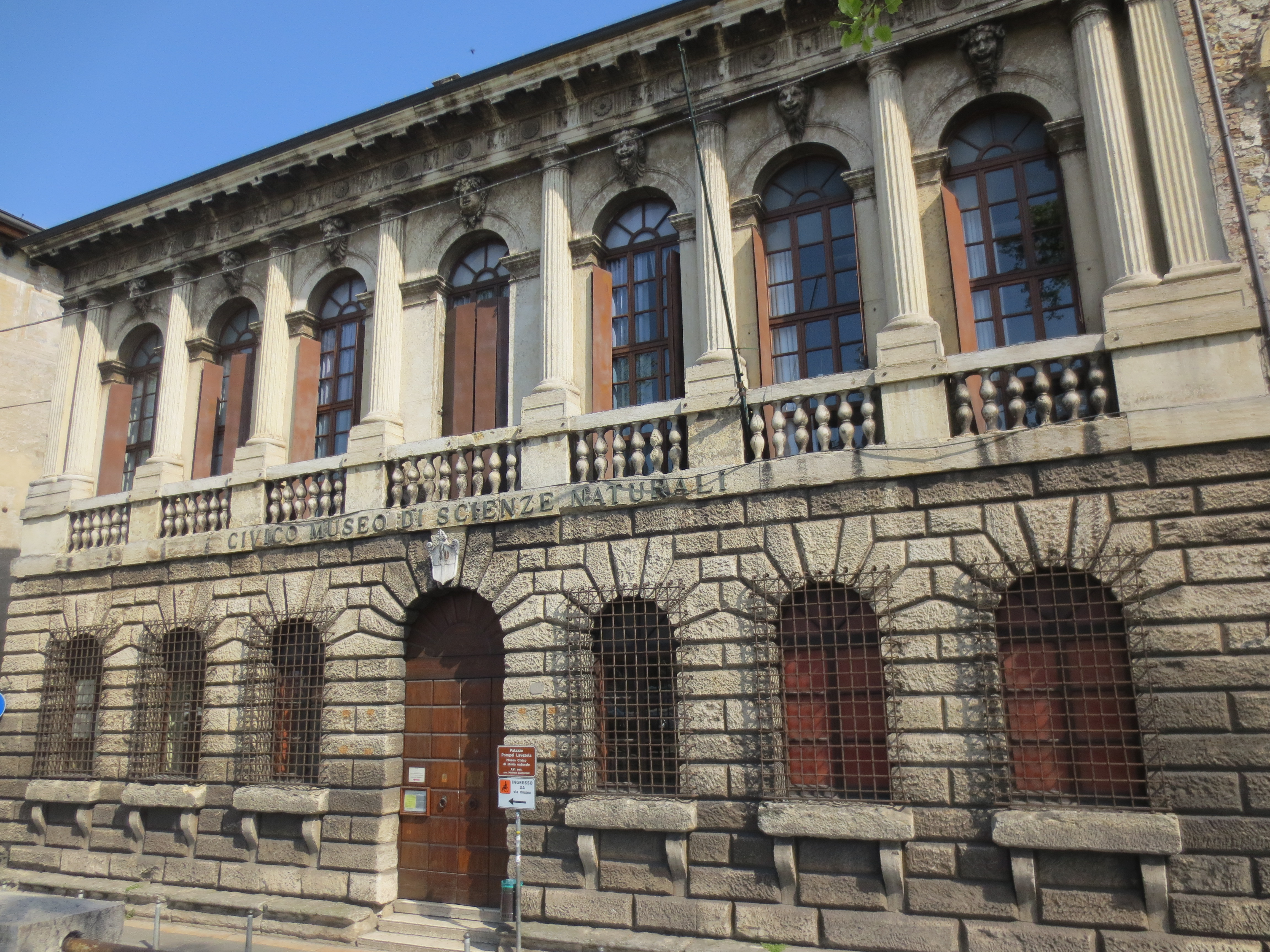
Палаццо Помпеи. Фасад

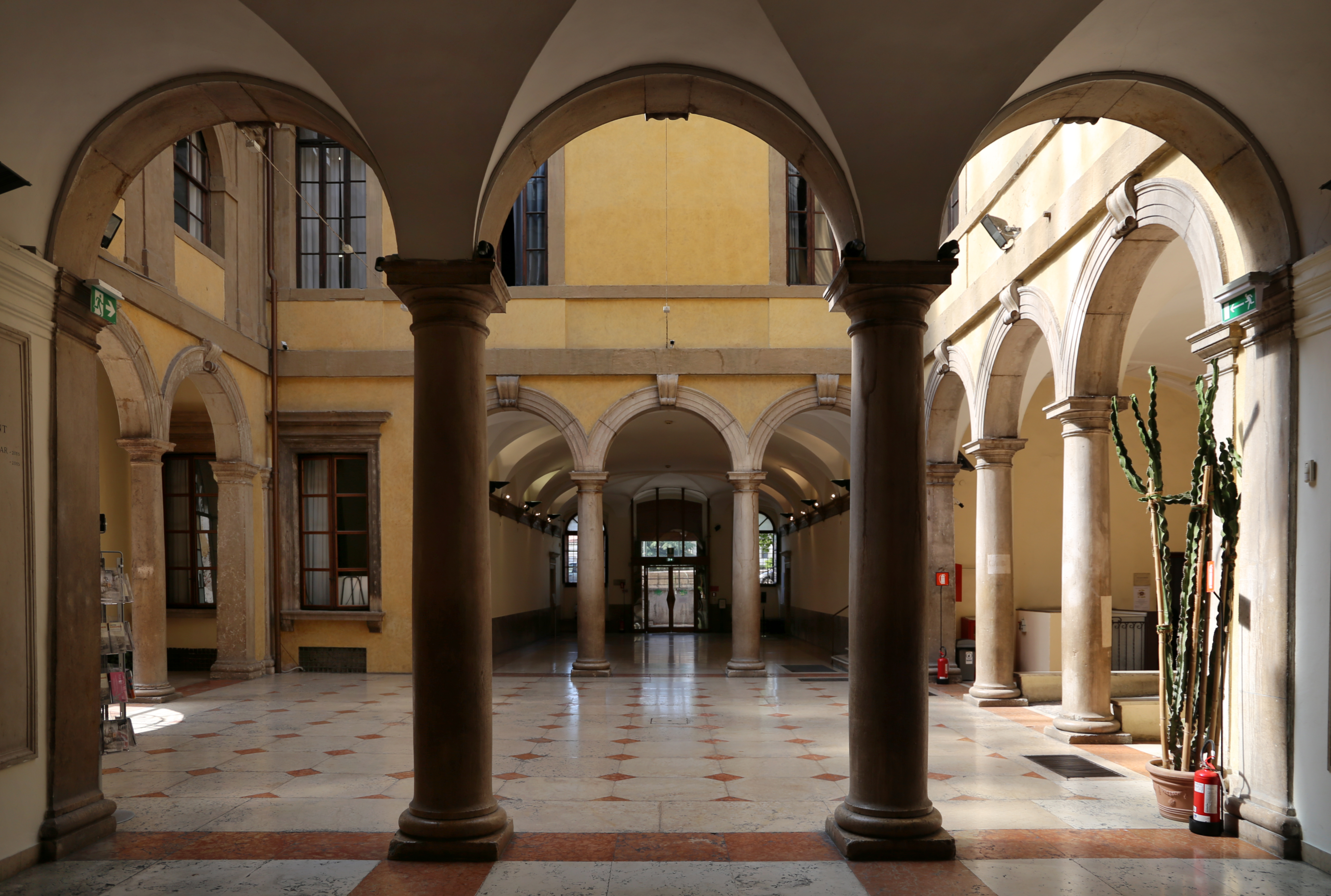
Двор

Дворец был спроектирован по заказу основателя Филармонической академии Альберто да Николо Лавеццола. В 1579 году семья Лавеццола продала здание семье Помпеи, которая владела дворцом более двухсот лет. В 1833 году Алессандро и Джулио Помпеи передали здание в дар городу Вероне, который впоследствии приобрёл и соседнее Палаццо Карлотти. На рубеже XX века оба здания были капитально отремонтированы, чтобы в них мог разместиться городской Музей естественной истории, а коллекция произведений искусства предыдущих владельцев, в которой находилась, в частности, картина Альбрехта Дюрера, была перемещена в городской музей Кастельвеккьо.

## Архитектура
Здание имеет простой, зрительно мощный фасад, состоящий из двух ярусов: первый оформлен рустом; второй, «благородный этаж» (piano nobile), отделённый от первого балюстрадой, имеет большие арочныe окна, разделённые каннелированными колоннами тосканского ордера.
Б. Р. Виппер в книге, посвящённой развитию маньеризма в итальянской архитектуре XVI века, отмечал, что Палаццо Помпеи занимает особенное место в биографии архитектора Санмикели, «сближая творчество веронского мастера с тем поворотом к академизму и классицизму, который намечается в эти годы в римско-тосканском зодчестве… Именно Палаццо Помпеи на протяжении трёх столетий вплоть до Шинкеля и Земпера» служило «непоколебимым образцом для идеологов классицизма. В этом дворце Санмикели ближе к традициям Браманте, чем он был в начале своей деятельности, и вместе с тем намечает путь к раннему творчеству Палладио. Сложное, динамическое переплетение вертикальной и горизонтальной систем уступает здесь место сдержанной, спокойной координации этажей и тектонических элементов».
Внутри центральная ось делит здание на две почти симметричные части, с квадратным в плане двором в центре, окружённым со всех четырёх сторон «аркадой по колоннам», из двора путь ведёт к вестибюлю, слева от которого находится монументальная лестница, открывающая доступ на второй этаж.

## Дальнейшая история
Ныне расположенный в палаццо городской Музей естественной истории имеет более двадцати выставочных залов, библиотеку, лаборатории, хранилища ценных коллекций. В его собрании —образцы окаменевшей флоры и фауны из района Монте-Блока, минералогическая и петрографическая коллекции, чучела млекопитающих и птиц, амфибии, рептилии, насекомые. Также имеется палеонтологических собрание, предметы доисторической эпохи и бронзового века из зоны озера Гарда.
Композицию фасада Палаццо Помпеи в Вероне использовал знаменитый немецкий архитектор и теоретик Готфрид Земпер при проектировании здания Картинной галереи в Дрездене в стиле неоренессанса (1847—1855). Он же следовал этому образцу и при строительстве двух симметричных корпусов: Музея естественной истории (1872—1881) и Музея истории искусств в Вене (1858—1891).
В 1754 году прусский архитектор Карл Людвиг Гильдебрандт возвёл на центральной площади Потсдама здание по образцу и подобию веронского палаццо Помпеи и под тем же названием. Потсдамский палаццо Помпеи был разрушен в 1945 году и восстановлен в 2016 году с использованием трёх сохранившихся оригинальных маскаронов.